# The Cosmic Jokers
The Cosmic Jokers – przedsięwzięcie studyjne podjęte z inicjatywy producenta muzycznego Rolfa-Ulricha Kaisera, które skupiło kilku niemieckich muzyków grających rock elektroniczny oraz space rock.

## Życiorys
W ciągu pierwszych miesięcy 1973 roku producent Rolf-Ulrich Kaiser zorganizował kilka sesji psychodelicznych w studio nagraniowym Dietera Dierksa, podczas których grający za niewielkie stawki muzycy mogli zażywać wszystkich środków psychotropowych. Wśród tych muzyków znaleźli się: Manuel Göttsching i Klaus Schulze z Ash Ra Tempel oraz Jürgen Dollase i Harald Grosskopf z Wallensteina, a także sam Dierks. Wszyscy oni wchodzili w skład The Cosmic Couriers, luźnego ugrupowania, które nagrywało podkłady muzyczne dla realizowanych przez Kaizera nagrań szwajcarskich artystów: poety Sergiusa Golowina i muzyka, znawcy tarota, Jenisza z pochodzenia, Waltera Wegmüllera, a wcześniej także dla Timothy’ego Leary’ego. Nagrania dokonane podczas tych sesji Kaiser i Dierks opracowali i zmiksowali, a następnie wydali w wytwórni Kaisera Kosmiche Musik jako serię płyt nadając całemu przedsięwzięciu nazwę The Cosmic Jokers. Nie poinformowali jednak o swojej inicjatywie muzyków biorących wówczas udział w nagraniach, którzy dowiedzieli się o wszystkim dopiero w 1974 roku, gdy płyty pojawiły się w sprzedaży. Były to: debiutancki album, zatytułowany The Cosmic Jockers, wydany wkrótce po niej Galactic Supermarket (pierwotnie nie przypisany The Cosmic Jockers) oraz Planeten Sit-In; w tym samym roku ukazały się też dwa inne albumy, przypisane później The Cosmic Jokers: zbiór sampli Sci-Fi Party oraz Gilles Zeitschiff. Ten ostatni firmowała Gille Lettmann, ówczesna partnerka życiowa Kaisera, znana również pod pseudonimem Sternenmädchen, występująca jako narratorka na niektórych wcześniejszych realizacjach, wydanych pod szyldem Kosmische Musik. Muzycy, którzy nie otrzymali honorariów za uczestnictwo w sesjach Gilles Zeitschiff, poczuli się urażeni, a Klaus Schulze wkrótce podjął kroki prawne przeciwko samowolnym poczynaniom Kaisera. W związku z koniecznością uporządkowania kwestii prawnych wszystkie albumy zostały przed 1975 rokiem wycofane ze sprzedaży, Kaiser w obawie przed władzami opuścił Niemcy, a jego wytwórnia przestała istnieć.

## Muzyka i znaczenie
Założeniem projektu The Comic Jockers, skupiającego wokół pewnej idei muzycznej znanych muzyków sceny berlińskiej jak Klaus Schulze czy Manuel Göttsching, było stworzenie muzyki kosmicznej z wirtualnym z muzycznym kolektywem w celu rozwinięcia świata świadomości dzięki LSD. Stworzony materiał stanowił jedyną w swoim rodzaju podróż muzyczną w czasie i przestrzeni. Muzyka była w dużej części improwizowana z elektronicznymi ozdobnikami i połączona z bluesowym i przestrzennym stylem gry Manuela Göttschinga na gitarze elektrycznej.
Pomimo kontrowersji zarejestrowane wówczas nagrania należą do najlepszych płyt niemieckiego space rocka, powstałych pod wpływem środków odurzających. 

## Dyskografia
Wszystkie albumy zostały wydane w latach 1994–1996 w wersjach kompaktowych przez francuską wytwórnię Spalax Music.
- 1974 – Cosmic Jokers
- 1974 – Galactic Supermarket (firmowana pierwotnie przez Galactic Supermarket)
- 1974 – Planeten Sit-In (The Cosmic Jokers & Sternenmädchen)
- 1974 – Sci-Fi Party
- 1974 – Gilles Zeitschiff